# Egon Elöd
Egon Elöd (* 7. April 1891 in Budapest; † 13. November 1960 in Wiesbaden) war ein Ingenieur und Chemiker. Er war Professor für Textil- und Gerbereichemie an der Technischen Hochschule Karlsruhe und später Direktor des Staatlichen Instituts für Textilchemie in Badenweiler.

## Werdegang
Elöd wurde als Sohn des Bankdirektors Karl Elöd und der Karoline Szipko-Kohout geboren. Nach dem Besuch eines Humanistischen Gymnasiums, das er 1909 mit dem Abitur abschloss, studierte er an der Technischen Hochschule in Karlsruhe bei Carl Engler und Adolf Koenig. Ebenda wurde er 1914 promoviert.  Zwischen dem 1. August 1914 und dem 1. Oktober 1918 leistete er Kriegsdienst.
Nach Ende des Ersten Weltkriegs kehrte er nach Karlsruhe zurück, wo er in den Folgejahren als technisch-wissenschaftlicher Arbeiter tätig war. 1923 wurde er zum Privatdozenten und 1924 zum Abteilungsvorstand des chemisch-technologischen Instituts der TH Karlsruhe ernannt. Nach seiner Habilitation 1924 wurde er 1925 als außerordentlicher Professor auf den Lehrstuhl für Textil- und Gerbereichemie berufen. 1926 folgte die Ernennung zum etatmäßigen Professor. Unter seinen Doktoranden ist Helmut Zahn zu nennen, der durch seine Erstsynthese von Insulin bekannt wurde.
Nach Ende des Zweiten Weltkriegs war Elöd im Rang eines Oberregierungsrates Direktor des Staatlichen Instituts für Textilchemie in Badenweiler und Präsident des Vereins der Textilchemiker und Coloristen.
Beerdigt wurde er auf dem Friedhof von Badenweiler-Lipburg.

## Ehrungen
- 1952: Großes Verdienstkreuz der Bundesrepublik Deutschland

## Egon-Elöd-Preis
Der Verein Deutscher Textilveredlungsfachleute e. V. verleiht den mit 1000 DM dotierten Egon-Elöd-Preis für wissenschaftliche Arbeiten auf dem Gebiet der Textilchemie bzw. auf sonstigen relevanten Arbeitsgebieten.